# Enio Girolami
Enio Girolami (auch Ennio Girolami; * 14. Januar 1935 in Rom; † 16. Februar 2013 ebenda) war ein italienischer Schauspieler.

## Leben
Girolami spielte als Siebzehnjähriger seine ersten Rollen; nach seinem gelungenen Debüt in Fausto Saracenis Fratelli d’Italia war er in zahlreichen Filmen als mal mehr, mal weniger sympathischer Jugendlicher zu sehen, gelegentlich auch in der Hauptrolle. Dabei spielte er auch in melodramatischen Szenen angemessen zurückhaltend, was zu Rollen in einigen Werken bedeutender Regisseure wie Alberto Lattuada, Federico Fellini, Mauro Bolognini und Giuseppe De Santis führte. Ab 1960 spielte er hauptsächlich unter seinem Vater, dem Regisseur Marino Girolami, und später unter seinem Bruder Enzo in zahlreichen Genrefilmen, darunter zehn Italowestern. Zwischen 1973 und 1980 war er nur in einem Film zu sehen. Die Fernsehserie Il maresciallo Rocca bot ihm 2001 bis 2005 letztmals die Gelegenheit zur Schauspielerei.
In einigen Filmen agierte Girolami unter dem Pseudonym Thomas Moore.

## Filmografie (Auswahl)
- 1952: Fratelli d’Italia
- 1954: Sein erster Konflikt (Ho ritrovato mio figlio)
- 1954: Der Skandal (La spiaggia)
- 1957: Ferien auf der Sonneninsel (Vacanze a Ischia)
- 1957: Die Nächte der Cabiria (Le notti di Cabiria)
- 1958: Liebe hat kurze Beine (Giovani mariti)
- 1958: Sommererzählungen (Racconti d'estate)
- 1959: Dieser Schatz von Papa (Quel tesoro di papà)
- 1959: Die Nächte sind voller Gefahren (Le notti dei teddy boys)
- 1960: Von mir aus auch mit Liebe (Il principe fusto)
- 1961: Der Erpresser ruft an (Un figlio d'oggi)
- 1962: Achilles (L’ira di Achille)
- 1964: Die schwarzen Adler von Santa Fe
- 1965: Il piombo e la carne
- 1966: Django kennt kein Erbarmen (Pochi dollari per Django)
- 1967: Die Grausamen (I crudeli)
- 1967: Die Satansbrut des Colonel Blake (7 Winchester per un massacro)
- 1967: Zwei Trottel gegen Django (Due Rrringos nel Texas)
- 1968: Anche nel West c’era una volta Dio
- 1968: Django – Die Totengräber warten schon (Quella sporca storia del West)
- 1968: Drei ausgekochte Halunken (I tre che sconvolsero il West (Vado, vedo e sparo))
- 1970: Bleigewitter (Reverendo Colt)
- 1973: Wer macht was mit wem, und warum nicht mit mir? (Maria Rosa la guardona)
- 1976: Die blutigen Spiele der Reichen (Roma: l’altra faccia della violenza)
- 1980: Tag der Kobra (Il giorno del cobra)
- 1981: The Last Jaws – Der weiße Killer (L’ultimo squalo)
- 1982: The Riffs – Die Gewalt sind wir (1990: I guerrieri del Bronx)
- 1982: Tenebrae (Tenebre)
- 1983: Metropolis 2000 (I nuovi barbari)
- 1983: The Riffs II – Flucht aus der Bronx (Fuga dal Bronx)
- 1984: Tuareg – Die tödliche Spur (Tuareg – I guerrieri del deserto)
- 1985: Neonkiller (Colpi di luce)
- 1986: Die Rückkehr der Wildgänse (Cobra mission)
- 1989: Der Mörder-Alligator (Killer crocodile)
- 1989: Sindbad, Herr der sieben Meere (Sinbad of the Seven Seas)
- 1990: Killer-Krokodil II – Die Mörderbestie (Killer crocodile II)
- 1994: Die Rache des weißen Indianers (Jonathan degli orsi)
- 2002: Ein Leben für den Frieden – Papst Johannes XXIII. (Papa Giovanni – Ioannes XXIII)